# Liste der Biografien/Zed
Liste der Biografien |
Portal Biografien |
Personensuche
# |
A |
B |
C |
D |
E |
F |
G |
H |
I |
J |
K |
L |
M |
N |
O |
P |
Q |
R |
S |
T |
U |
V |
W |
X |
Y |
Z |
?
 
Za |
Zb |
Zc |
Zd |
Ze |
Zf |
Zg |
Zh |
Zi |
Zj |
Zk |
Zl |
Zm |
Zn |
Zo |
Zr |
Zs |
Zu |
Zv |
Zw |
Zy |
Zz
 
Zea |
Zeb |
Zec |
Zed |
Zee |
Zef |
Zeg |
Zeh |
Zei |
Zej |
Zek |
Zel |
Zem |
Zen |
Zeo |
Zep |
Zeq |
Zer |
Zes |
Zet |
Zeu |
Zev |
Zew |
Zey |
Zez
Die Liste der Biografien führt alle Personen auf, die in der deutschsprachigen Wikipedia einen Artikel haben. Dieses ist eine Teilliste mit 94 Einträgen von Personen, deren Namen mit den Buchstaben „Zed“ beginnt.

## Zed
- Zed, David (* 1961), amerikanisch-italienischer Komiker, Sänger, Schauspieler und Pantomime

### Zeda
- Zedadka, Akim (* 1995), französisch-algerischer Fußballspieler
- Zedadka, Karim (* 2000), algerisch-französischer Fußballspieler

### Zedd
- Zedd (* 1989), deutscher DJ und MusikproduzentZedd (* 1989)

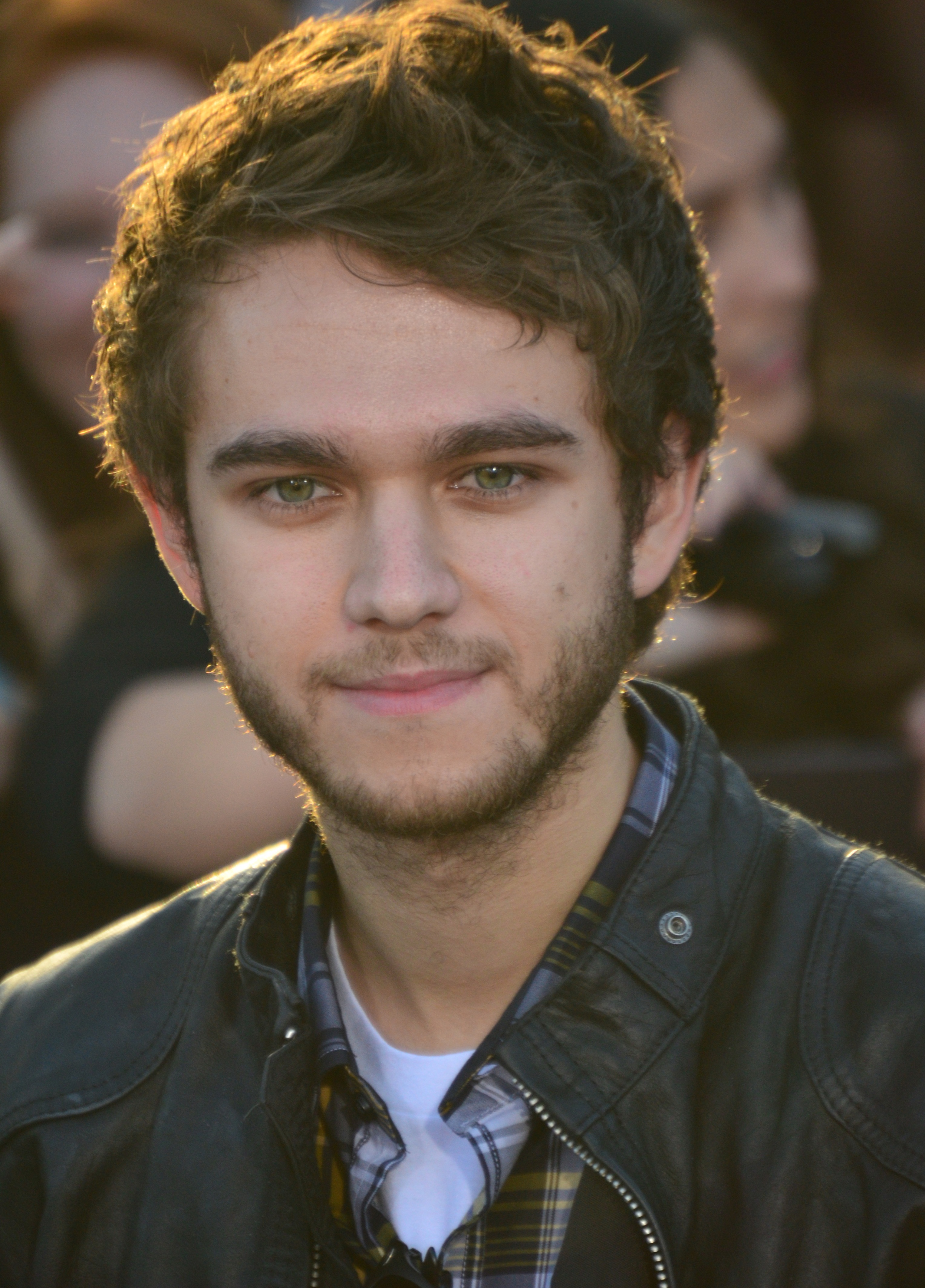
Zedd (* 1989)

- Zedd, Nick (1958–2022), US-amerikanischer Underground-Filmemacher und Schauspieler
- Zedda, Alberto (1928–2017), italienischer Dirigent und Musikwissenschaftler
- Zedda, Giovanni Paolo (* 1947), italienischer Geistlicher, emeritierter römisch-katholischer Bischof von Iglesias
- Zeddelmann, Moritz von (* 1988), deutscher Schauspieler
- Zeddies, August (1897–1957), deutscher Buchautor
- Zeddies, Friedel (1894–1974), deutscher Politiker (DP, CDU), MdL
- Zeddies, Jürgen (* 1942), deutscher Agrarökonom

### Zede
- Zédé, Gustave (1825–1891), französischer Ingenieur und U-Boot-Pionier
- Zedekia (* 617 v. Chr.), letzter König von Juda (597 v. Chr.–587 v. Chr.)
- Zedel, Dieter (* 1945), deutscher Fußballspieler
- Zedel, Horst (* 1930), deutscher Fußballspieler (DDR)
- Zedelis, Viktoras, litauischer Beamter
- Zedelius, Carl (1800–1878), oldenburgischer Politiker
- Zedelius, Marie (1826–1892), deutsche Schriftstellerin
- Zedelius, Theodore (1834–1905), deutsche Schriftstellerin
- Zedelius, Werner (* 1957), deutscher ManagerWerner Zedelius (* 1957)

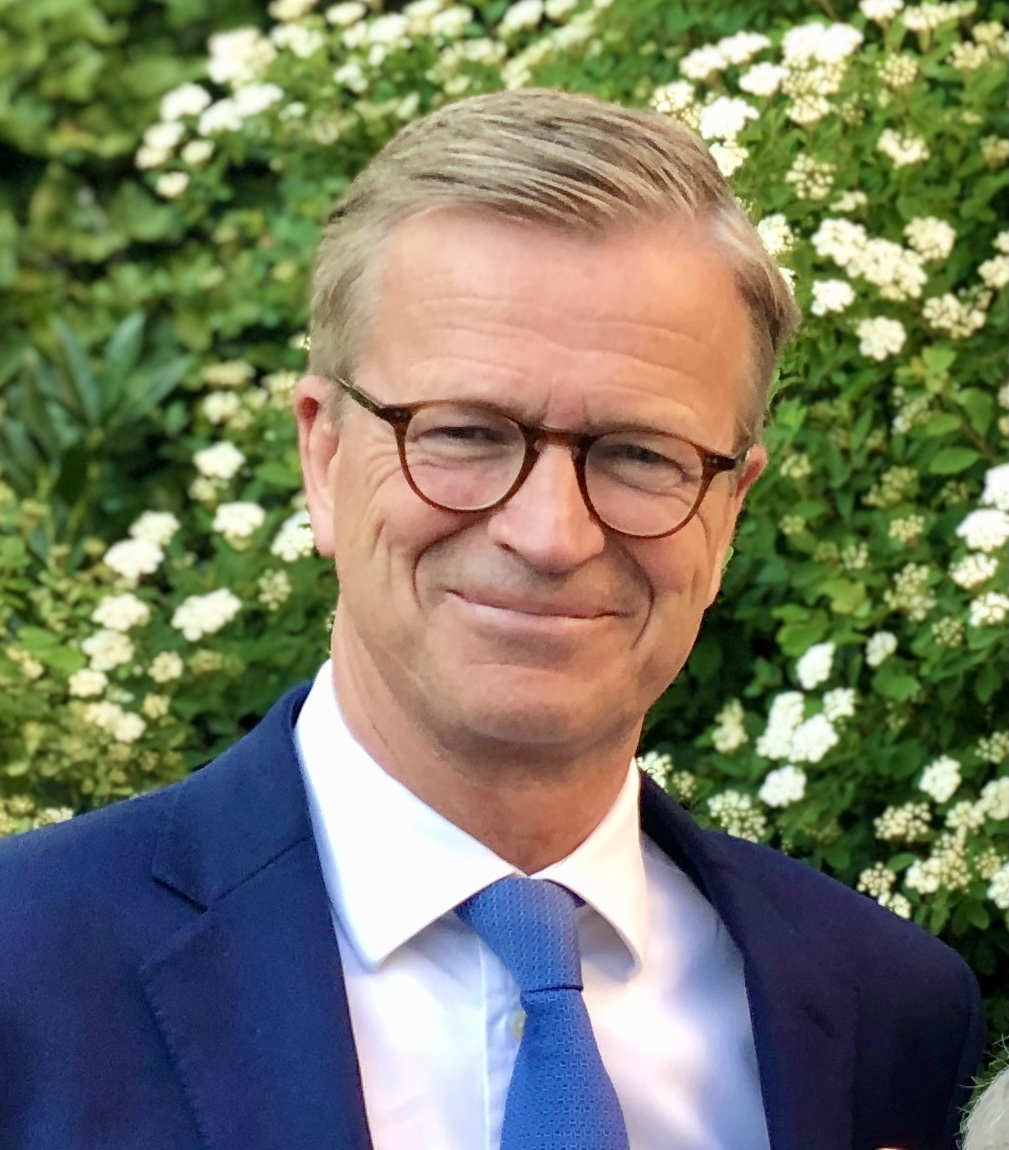
Werner Zedelius (* 1957)

- Zedelius, Wilhelm (1825–1885), preußischer Generalleutnant
- Zedelmaier, Helmut (1927–2020), deutscher Zahnarzt und Senator (Bayern)
- Zedelmaier, Helmut (* 1954), deutscher Historiker
- Zedelytė-Kaminskė, Aistė (* 1976), litauische Politikerin
- Zeder, Franz (* 1948), österreichischer Lehrer, Literaturwissenschaftler, Universitäts-Lehrbeauftragter, Autor
- Zeder, Raffael (* 1980), Schweizer Fußballschiedsrichter
- Zederbauer, Emmerich (1877–1950), österreichischer Botaniker
- Zederbaum, Alexander (1816–1893), hebräischer und jiddischer Schriftsteller
- Zederfeldt, Bengt (1929–1999), schwedischer Physiologe und Chirurg

### Zedi
- Zedi, Kristian (* 1974), deutscher Fußballspieler
- Zedi, Rudolf (* 1974), deutscher Fußballspieler
- Zediker, Kara (* 1969), US-amerikanische Theater-, Film- und Fernsehschauspielerin
- Zedillo Ponce de León, Ernesto (* 1951), mexikanischer Ökonom, Politiker und Präsident MexikosErnesto Zedillo Ponce de León (* 1951)

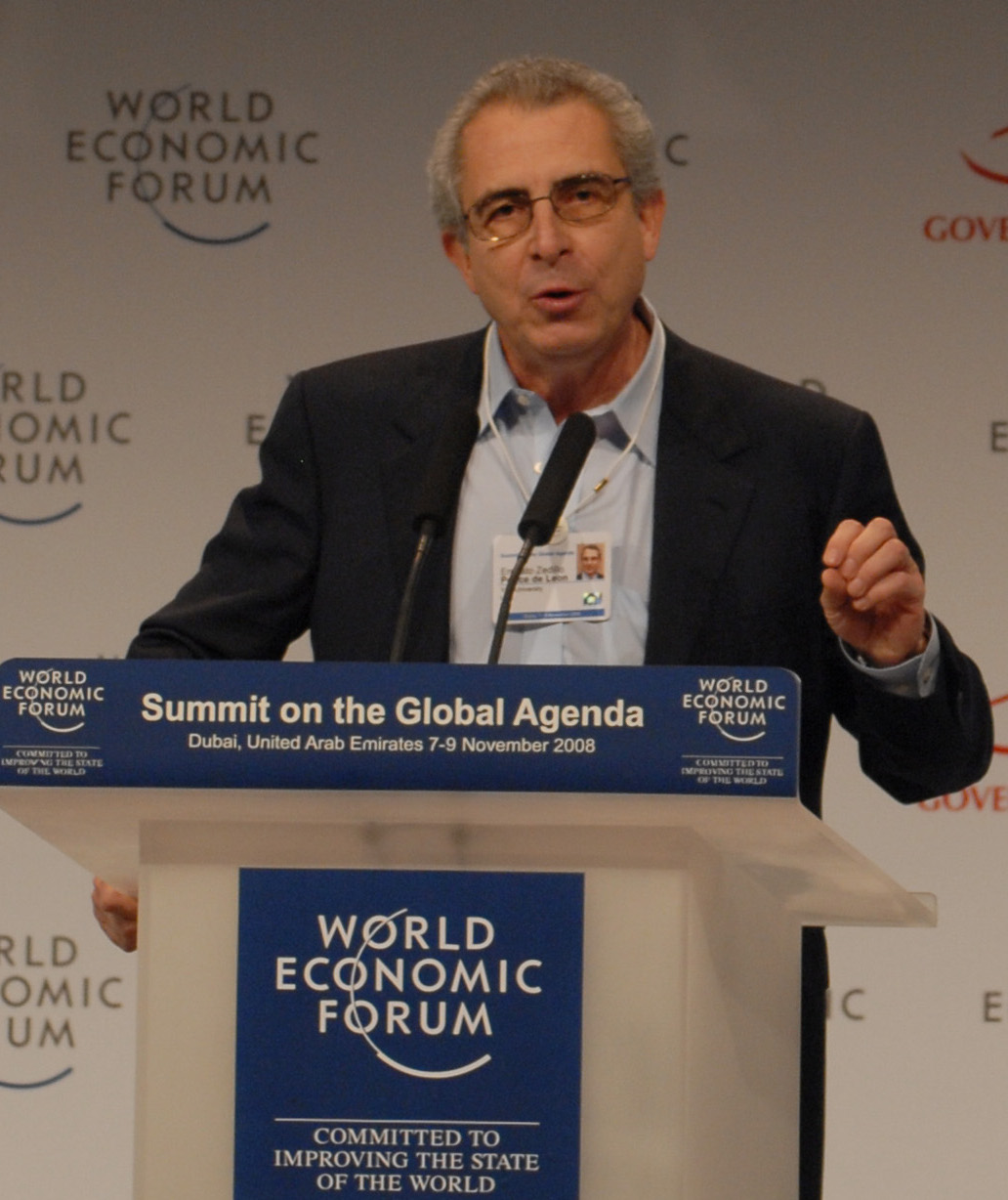
Ernesto Zedillo Ponce de León (* 1951)

- Zedinek, Wilhelm (1898–1971), Abt des Stiftes Göttweig

### Zedk
- Zedkaia, Jurelang (1950–2015), marshallischer Politiker, Präsident der Marshallinseln

### Zedl
- Zedlacher, Isabel (* 1977), österreichische Snowboarderin
- Zedler, Achim, deutscher Basketballspieler
- Zedler, Detlef (* 1953), deutscher Fußballspieler
- Zedler, Dirk (* 1962), deutscher Diplomingenieur
- Zedler, Gottfried (1860–1945), deutscher Bibliothekar und Historiker
- Zedler, Harry (* 1946), deutscher Fußballspieler
- Zedler, Johann Heinrich (1706–1751), deutscher Buchhändler und Verleger
- Zedler, Klaus (* 1952), deutscher Fußballspieler
- Zedler, Otto (1893–1978), deutscher Schauspieler und Operettenregisseur
- Zedler, Peter (* 1945), deutscher Pädagoge
- Zedlitz und Leipe, Adolf von (1826–1906), preußischer Generalleutnant
- Zedlitz und Leipe, Carl Siegmund von (1703–1756), preußischer Landrat
- Zedlitz und Leipe, Franz von (1876–1944), deutscher Sportschütze
- Zedlitz und Leipe, Heinrich Wilhelm von (1711–1789), preußischer Landrat
- Zedlitz und Neukirch, Heinrich von (1863–1943), preußischer Regierungspräsident in Köslin (1915–1919)
- Zedlitz und Neukirch, Konrad von (1789–1869), preußischer Generalmajor
- Zedlitz und Neukirch, Otto von (1787–1865), preußischer Generalmajor
- Zedlitz und Neukirch, Robert von (1872–1937), deutscher Verwaltungsjurist
- Zedlitz und Neukirch, Sigismund von (1838–1903), deutscher Jagdkynologe und Jagdschriftsteller
- Zedlitz und Trützschler, Otto Eduard Graf von (1873–1927), deutscher Ornithologe und Schriftsteller
- Zedlitz, Caspar Conrad Gottlieb von (1762–1842), preußischer Landrat
- Zedlitz, Conrad Gottlieb von (1700–1769), preußischer Landrat
- Zedlitz, George William von (1871–1949), neuseeländischer Hochschullehrer, Mitglied des Senats der University of New Zealand
- Zedlitz, Hans von (1890–1948), deutscher Schauspieler bei Bühne und Film sowie ein Theaterregisseur
- Zedlitz, Joseph Christian von (1790–1862), österreichischer Offizier und DichterJoseph Christian von Zedlitz (1790–1862)

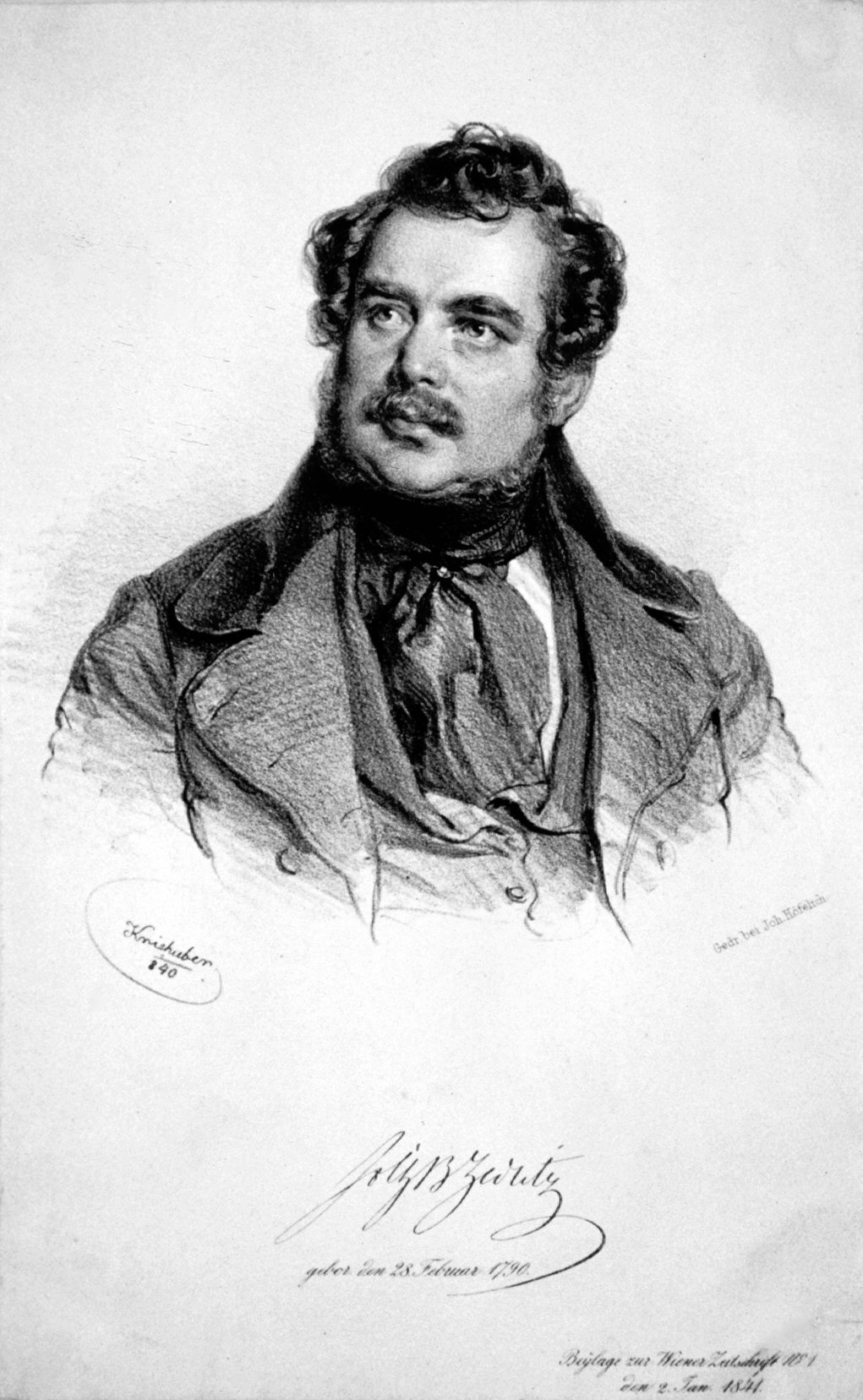
Joseph Christian von Zedlitz (1790–1862)

- Zedlitz, Karl Abraham von (1731–1793), preußischer Minister; 1764 Präsident der Regierung Schlesien
- Zedlitz, Otto Friedrich Conrad von (1747–1820), preußischer Landrat
- Zedlitz-Leipe, Dietrich von (1859–1946), deutscher Verwaltungsbeamter und Rittergutsbesitzer
- Zedlitz-Leipe, Gustav Archibald von (1824–1914), preußischer Gutsbesitzer und Politiker
- Zedlitz-Leipe, Hans von (1833–1889), deutscher Verwaltungsbeamter und Rittergutsbesitzer
- Zedlitz-Neukirch, Constantin von (1813–1889), deutscher Verwaltungsjurist in Preußen
- Zedlitz-Neukirch, Georg von (1846–1898), deutscher Verwaltungsbeamter und Rittergutsbesitzer
- Zedlitz-Neukirch, Ida von (1839–1902), Schauspielerin und Theaterdirektorin
- Zedlitz-Neukirch, Leopold von (1792–1864), deutscher Schriftsteller, Statistiker und Historiker
- Zedlitz-Neukirch, Octavio von (1840–1919), deutscher Politiker, MdR
- Zedlitz-Neukirch, Wilhelm Ernst von (1848–1923), deutscher Verwaltungsjurist und Rittergutsbesitzer
- Zedlitz-Neukirch, Wilhelm von (1786–1862), deutscher Standesherr und Politiker
- Zedlitz-Neukirch, Wilhelm von (1811–1880), deutscher Rittergutsbesitzer und Politiker
- Zedlitz-Trützschler, Carl von (1800–1880), preußischer Verwaltungsbeamter, Landrat und Regierungspräsident
- Zedlitz-Trützschler, Robert Graf von (1863–1942), deutscher Verwaltungsbeamter und Autor
- Zedlitz-Trützschler, Robert von (1837–1914), deutscher Beamter in Preußen und Kultusminister

### Zedn
- Zedníček, Pavel (* 1949), tschechischer Schauspieler
- Zedníčková, Lucie (* 1968), tschechische Schauspielerin
- Zednik, Heinz (* 1940), österreichischer Opernsänger (Charaktertenor)Heinz Zednik (* 1940)

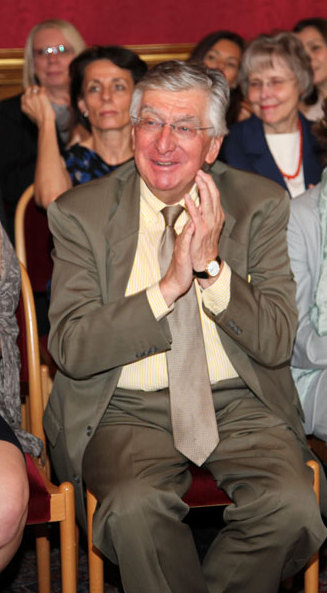
Heinz Zednik (* 1940)

- Zednik, Jella von (1856–1924), österreichische Lehrerin, Schriftstellerin und Übersetzerin
- Zedník, Richard (* 1976), slowakischer Eishockeyspieler und -trainer

### Zedt
- Zedtwitz, Christoph von (1502–1575), Markgräflicher Hauptmann während der Belagerung von Hof 1553
- Zedtwitz, Curt von (1851–1896), deutscher Diplomat
- Zedtwitz, Franz (1906–1942), deutscher Zoologe und Schriftsteller
- Zedtwitz, Heinrich Rudolf von (1819–1901), preußischer Generalmajor, Kommandant der Festung Wesel
- Zedtwitz, Joachim von (1910–2001), staatenloser Widerstandskämpfer gegen den Nationalsozialismus, Gerechter unter den Völkern
- Zedtwitz, Johann Anton Franz von (1713–1784), Kommandierender General des Temescher Banats, Träger des Militär-Maria-Theresien-Ordens
- Zedtwitz, Ludwig Friedrich Ferdinand von (1777–1860), Sekretär und Abgeordneter im Sächsischen Landtag
- Zedtwitz, Paul (1911–1996), österreichischer Diplomat
- Zedtwitz, Peter Emanuel von (1715–1786), Pfälzer Politiker
- Zedtwitz, Sittich von, wettinischer Ritter, Amtmann von Brandenburg-Kulmbach
- Zedtwitz, Waldemar von (1896–1984), deutsch-amerikanischer Bridgespieler

### Zedw
- Zedworny, Renate (* 1947), deutsche Rollschuhsportlerin

### Zedz
- Żedzicki, Zbigniew (* 1945), polnischer Ringer